# Граф Минто

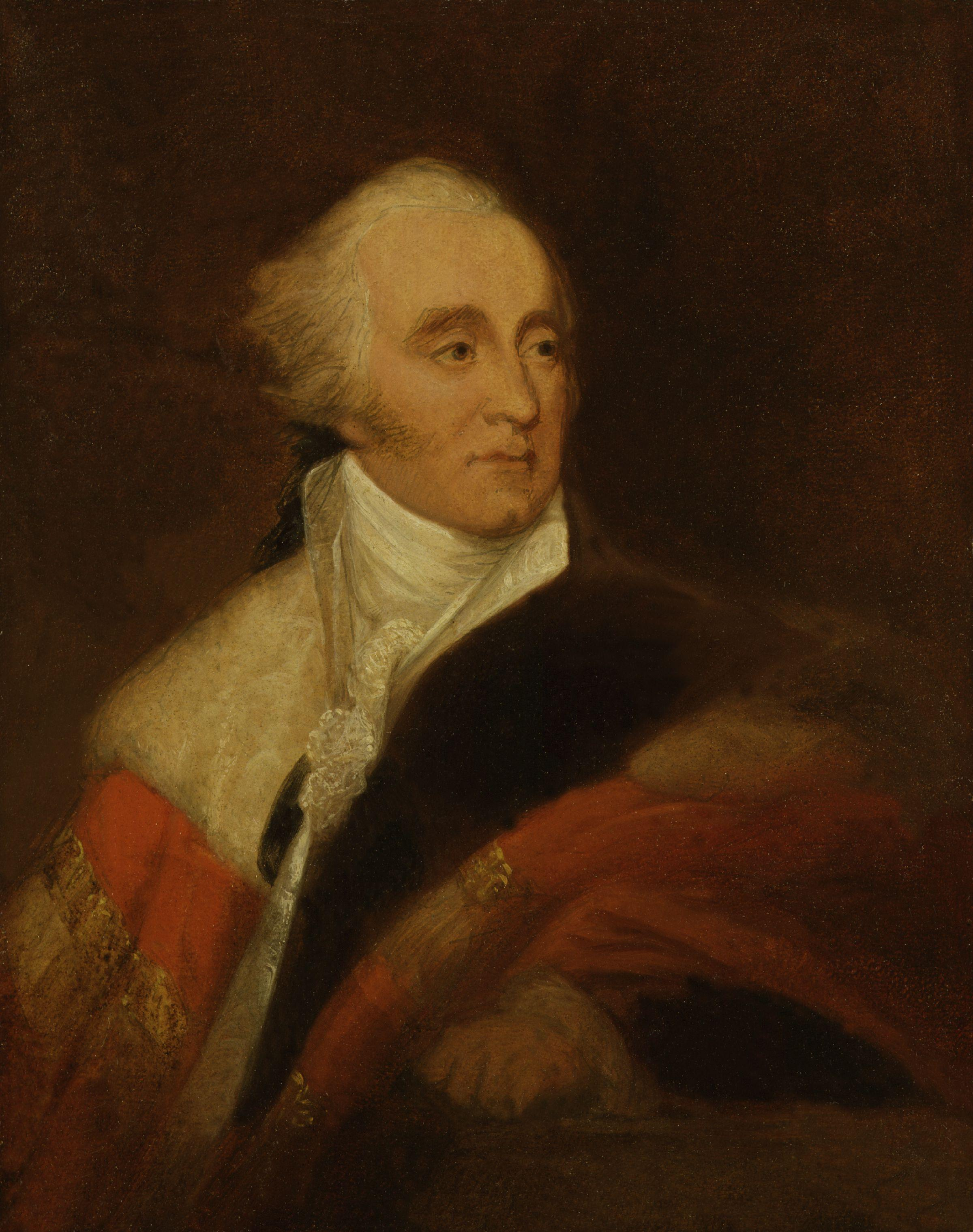
Гилберт Эллиот-Мюррей-Кининмонд, 1-й граф Минто (1751—1814)

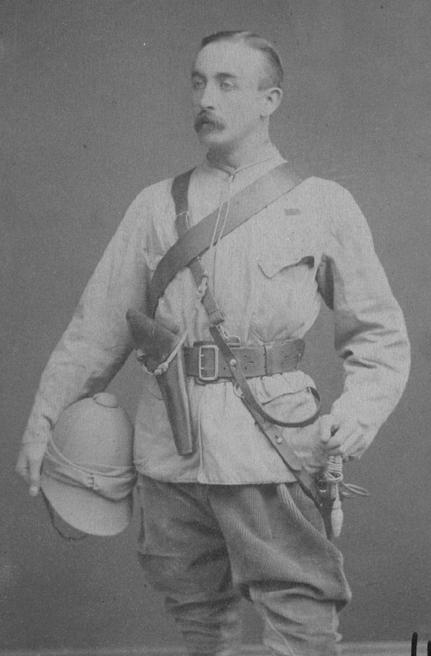
Гилберт Эллиот-Мюррей-Кининмонд, 4-й граф Минто (1845—1914)

Граф Минто в графстве Роксбургшир (англ. Earl of Minto) — наследственный титул в системе Пэрства Соединённого королевства. Он был создан 24 февраля 1813 года для Гилберта Эллиота-Мюррея-Кининмонда, 1-го барона Минто (1751—1814). Современным владельцем титула является Тимоти Джордж Ларистон Гилберт Эллиот-Мюррей-Кининмонд, 7-й граф Минто (род. 1953).
Родовое гнездо графов Минто — Минто-Парк в окрестностях Хоика на границе с Шотландией. Прежняя резиденция, замок Минто, был снесен несколько лет назад после того, как он был заброшен в течение некоторого времени.

## История
Графская семья происходит от политика и судьи Гилберта Эллиота (1650—1718), который был сенатором коллегии юстиции в качестве лорда Минто (1703). В 1700 году он получил титул баронета из Минто в графстве Роксбург (Баронетство Новой Шотландии). Ему наследовал его сын, сэр Гилберт Эллиот, 2-й баронет (1693—1766). Он также был видным судьей и политиком, занимал посты сенатора коллегии юстиции в качестве лорда Минто (1726—1733), лорда-юстициария (1733—1765) и лорда-судьи клерка (1763—1766). Его старший сын, сэр Гилберт Эллиот, 3-й баронет (1722—1777), также был политиком и занимал должности лорда Адмиралтейства (1756—1762), казначея военно-морского флота (1767—1770). Его преемником стал его старший сын, Гилберт Эллиот, 4-й баронет (1751—1814). Он был крупным дипломатом, политиком и колониальным администратором, являлся генерал-губернатором Индии (1807—1813). В 1797 году он стал пэром Великобритании, получил титул барона Минто из Минто в графстве Роксбург. В 1813 году для него были созданы титулы виконта Мелгунда из Мелгунда в графстве Форфар и графа Минто в графстве Роксбург (Пэрство Соединённого королевства). В 1797 году Лорд Минто получил королевское разрешение на дополнительную фамилию «Мюррей-Кининмонд».
Ему наследовал его старший сын, Гилберт Эллиот-Мюррей-Кининмонд, 2-й граф Минто (1782—1859). Он был дипломатом и политиком от партии вигов, занимал посты первого лорда Адмиралтейства (1835—1841) и лорда-хранителя Малой печати (1846—1852). Его преемником стал его старший сын, Уильям Хью Эллиот-Мюррей-Кининмонд, 3-й граф Минто (1814—1891). Он являлся депутатом парламента от либеральной партии от Хита (1837—1841), Гринка (1847—1852) и Клакманнаншира (1857—1859). Ему наследовал его сын, Гилберт Эллиот-Мюррей-Кининмонд, 4-й граф Минто (1845—1914). Он был крупным колониальным администратором, занимал посты генерал-губернатора Канады (1898—1904) и вице-короля Индии (1905—1910).
По состоянию на 2014 год, обладателем графского титула являлся его правнук, Тимоти Эллиот-Мюррей-Кининмонд, 7-й граф Минто (род. 1953), наследовавший своему отцу в 2005 году.
Семейная резиденция графов Минто — Минто-хаус в окрестностях Хоика, в Роксбургшире, на границе с Шотландией. В 1992 году Минто-хаус был снесен в течение недели.

## Баронеты Эллиот из Минто (1700)
- 1700—1718: Сэр Гилберт Эллиот, 1-й баронет (ок. 1650 — 1 мая 1718), сын Гэвина Эллиота и Маргарет Хэй
- 1718—1766: Сэр Гилберт Эллиот, 2-й баронет (ок. 1693 — 16 апреля 1766), старший сын предыдущего
- 1766—1777: Сэр Гилберт Эллиот, 3-й баронет (сентябрь 1722 — 11 февраля 1777), старший сын предыдущего
- 1777—1814: Сэр Гилберт Эллиот-Мюррей-Кининмонд, 4-й баронет (23 апреля 1751 — 21 июня 1814), старший сын предыдущего, барон Минто с 1797 года и граф Минто с 1813 года.

## Графы Минто (1813)
- 1813—1814: Гилберт Эллиот-Мюррей-Кининмонд, 1-й граф Минто (23 апреля 1751 — 21 июля 1814), старший сын Гилберта Эллиота, 3-го баронета
- 1814—1859: Гилберт Эллиот-Мюррей-Кининмонд, 2-й граф Минто (16 ноября 1782 — 31 июля 1859), старший сын предыдущего
- 1859—1891: Уильям Хью Эллиот-Мюррей-Кининмонд, 3-й граф Минто (19 марта 1814 — 17 марта 1891), старший сын предыдущего
- 1891—1914: Гилберт Джон Эллиот-Мюррей-Кининмонд, 4-й граф Минто (9 июля 1845 — 1 марта 1914), старший сын предыдущего
- 1914—1975: Виктор Гилберт Ларистон Гарнет Эллиот-Мюррей-Кининмонд, 5-й граф Минто (12 февраля 1891 — 11 января 1975), старший сын предыдущего
- 1975—2005: Гилберт Эдвард Джордж Ларистон Эллиот-Мюррей-Kининмонд, 6-й граф Минто (19 июля 1928 — 7 сентября 2005), старший сын предыдущего
- 2005 — настоящее время: Гилберт Тимоти Джордж Ларистон Эллиот-Мюррей-Кининмонд, 7-й граф Минто (род. 1 декабря 1953), единственный сын предыдущего
  - Наследник: Гилберт Фрэнсис Эллиот-Мюррей-Кининмонд, виконт Мелгунд (род. 15 августа 1984), старший сын предыдущего.

## Другие известные члены семьи Эллиот
- Джон Эллиот (1732—1808), адмирал королевского флота, депутат Палаты общин от Кокермута (1767—1768), коммодор-губернатор Ньюфаундленда (1786—1789), третий (младший) сын 2-го баронета
- Эндрю Эллиот (1728—1797), последний колониальный губернатор Нью-Йорка (апрель — ноябрь 1783), второй сын 2-го баронета
- Джин Эллиот (1727—1805), английская поэтесса, дочь 2-го баронета
- Хью Эллиот (1752—1830), британский дипломат, губернатор и колониальный администратор Подветренных островов (1808—1814) и Мадраса (1814—1820), второй сын 3-го баронета
- Сэр Чарльз Эллиот (1801—1875), адмирал королевского флота и колониальный администратор, сын предыдущего
- Достопочтенный сэр Джордж Эллиот (1784—1863), второй сын 1-го графа Минто, адмирал королевского флота, первый секретарь Адмиралтейства (1830—1834)
- Сэр Джордж Элиот (1813—1901), адмирал королевского флота, сын предыдущего
- Сэр Александр Эллиот (1825—1909), генерал-майор британской армии, брат предыдущего
- Достопочтенный Джон Эдмунд Эллиот (1788—1862), депутат Палаты общин от Роксбургшира (1837—1841, 1847—1859), третий сын 1-го графа Минто
- Чарльз Синклер Эллиот (1853—1915), капитан королевского флота, внук предыдущего
- Достопочтенный сэр Генри Эллиот (1817—1907), британский дипломат, посол Великобритании в Дании (1858—1859), Королевстве Обеих Сицилий (1859—1860), Ватикане (1863—1867), Османской империи (1867—1877) и Австро-Венгрии (1877—1884), второй сын 2-го графа Минто
- Сэр Фрэнсис Эдмунд Хью Эллиот (1851—1940), британский дипломат, посол Великобритании в Греции (1903—1917), сын предыдущего
- Сэр Чарльз Гилберт Джон Бридон Эллиот-Мюррей-Кининмонд (1818—1895), адмирал британского флота, третий сын 2-го графа Минто
- Достопочтенный Артур Эллиот (1846—1923), консервативный политик, депутат Палаты общин от Роксбургшира (1880—1892) и Дарема (1898—1906), финансовый секретарь казначейства в 1903 году, второй сын 3-го графа Минто
- Достопочтенный Хью Эллиот (1848—1932), депутат Палаты общин от Северного Эйршира (1885—1892), третий сын 3-го графа Минто.